# Dobsonia
Dobsonia — рід рукокрилих, родини Криланових, що об'єднує 13 видів тварин, які мешкають від островів Сулавесі і Філіппіни до північної частини Австралії. Рід названо на честь ірландського зоолога Джоржа Добсона.

## Морфологія
Морфометрія. Довжина голови й тіла: 127–242 мм, довжина хвоста: 13—35 мм, передпліччя: 74—161.
Опис. Забарвлення різноманітне, але більшість видів тьмяно-коричневого з відтінком оливкового або сірувато-чорного кольорів. На другому пальці немає кігтів. Вуха загострені. Голі мембрани крил кріпляться до тіла уздовж хребта по середній лінії спини, як у Pteronotus. Ця особливість може забезпечувати більшу ефективну площу крила, щоб допомогти цим рукокрилим ширяти на відміну від існуючого для рукокрилих кріплення мембран крил вздовж боків тіла.

## Спосіб життя
На відміну від більшості Pteropodidae, Dobsonia, здається, віддає перевагу печерам і тунелям для сну, а не деревам. Тим не менш, були знайдені й деревні сідала, і як відомо рід харчується в районах густої рослинності. Вилітають ці криланові вночі, щоб харчуватися широким розмаїттям фруктів.

## Види
- Dobsonia anderseni
- Dobsonia beauforti
- Dobsonia chapmani
- Dobsonia crenulata
- Dobsonia emersa
- Dobsonia exoleta
- Dobsonia inermis
- Dobsonia minor
- Dobsonia moluccensis
- Dobsonia pannietensis
- Dobsonia peronii
- Dobsonia praedatrix
- Dobsonia viridis